# Conurbación Puerto Montt-Puerto Varas
La conurbación Puerto Montt-Puerto Varas —o área metropolitana de Puerto Montt o Gran Puerto Montt— es un núcleo en proceso de conurbación ubicado en la provincia de Llanquihue (región de Los Lagos), en la zona sur de Chile; está compuesta por las comunas de Puerto Montt, Puerto Varas, Llanquihue y por la localidad de Alerce en la comuna de Puerto Montt.
El área se encuentra en proceso de conurbación, sin embargo el Instituto Nacional de Estadísticas ya utiliza el concepto para medir la población urbana de la zona geográfica ubicada entre el seno de Reloncaví y el lago Llanquihue, comprendiendo en ella a Puerto Montt y Puerto Varas debido a la facilidad de desplazamiento, la conectividad vial, la cercanía, sumado a la estrecha relación comercial y cultural entre las comunas que, en su conjunto, de acuerdo al Censo de 2017, cuenta con 308.071 habitantes, lo que la convierte en la novena área metropolitana más poblada del país, y la segunda de la zona sur por detrás del Gran Temuco.

## Población urbana
| Ciudad/localidad | Población | Comuna       |
| ---------------- | --------- | ------------ |
| Puerto Montt     | 200.142   | Puerto Montt |
| Alerce           | 45.760    | Puerto Montt |
| Puerto Varas     | 44.578    | Puerto Varas |
| Llanquihue       | 17.591    | Llanquihue   |

## Relaciones internacionales
La conurbación Puerto Montt-Puerto Varas es sede de una serie de instituciones de relaciones internacionales, tales como la Unidad Regional de Asuntos Internacionales (URAI) del Gobierno Regional de Los Lagos en Puerto Montt, encargada del análisis y gestión de las relaciones bilaterales y multilaterales de la región con América Latina y el resto del mundo, la Comisión de Turismo y Relaciones Internacionales del Consejo Regional de Los Lagos, la oficina regional en Puerto Montt del Servicio Nacional de Migraciones, la oficina regional en Puerto Montt de la Dirección General de Promoción de Exportaciones (ProChile), el Departamento de Migraciones y Policía Internacional de la Policía de Investigaciones en Puerto Montt, el Encargado/a de Relaciones Internacionales de la Municipalidad de Puerto Montt, y las Oficinas Migrante de las municipalidades de Puerto Montt y Puerto Varas.
En materia de internacionalización en educación superior, el principal actor dentro de la Región de los Lagos es la Dirección de Relaciones Internacionales de la Universidad de Los Lagos.

### Consulados en Puerto Montt
| - Alemania (Consulado Honorario) - Argentina (Consulado) - Corea del Sur (Consulado Honorario) - España (Viceconsulado Honorario) | - Italia (Viceconsulado Honorario) - Países Bajos (Consulado Honorario) - Reino Unido (Consulado Honorario) |

## Transporte público
El transporte de la ciudad de Puerto Montt y su conurbación cuenta con una gran variedad de recorridos de autobuses y de taxis colectivos.

#### Micros (autobús urbano)
La ciudad cuenta con los siguientes servicios y empresas de transporte:
| Línea     | Recorrido                  |
| --------- | -------------------------- |
| Línea 1B  | Anahuac - Alerce Norte     |
| Línea 1C  | Anahuac - Alerce Histórico |
| Línea 1D  | Sendero de Alerce (A2)     |
| Línea 1E  | Sendero - Alerce Norte     |
| Línea 3A  | Bosquemar - Centro         |
| Línea 3B  | Centro - Bosquemar         |
| Línea 3T  | Bosquemar - Pichipelluco   |
| Línea 4T  | Chinquihue - Pelluco       |
| Línea 7T  | Centro - Alerce            |
| Línea 7V  | Alerce - Hospital          |
| Línea 10T | Lagunitas- Cayenel         |
| Línea 10V | Cayenel - Lagunitas        |

#### Taxis colectivos
- Existen 36 líneas de taxis colectivos, que tienen su identificación con número y colores establecidos.

## Galería

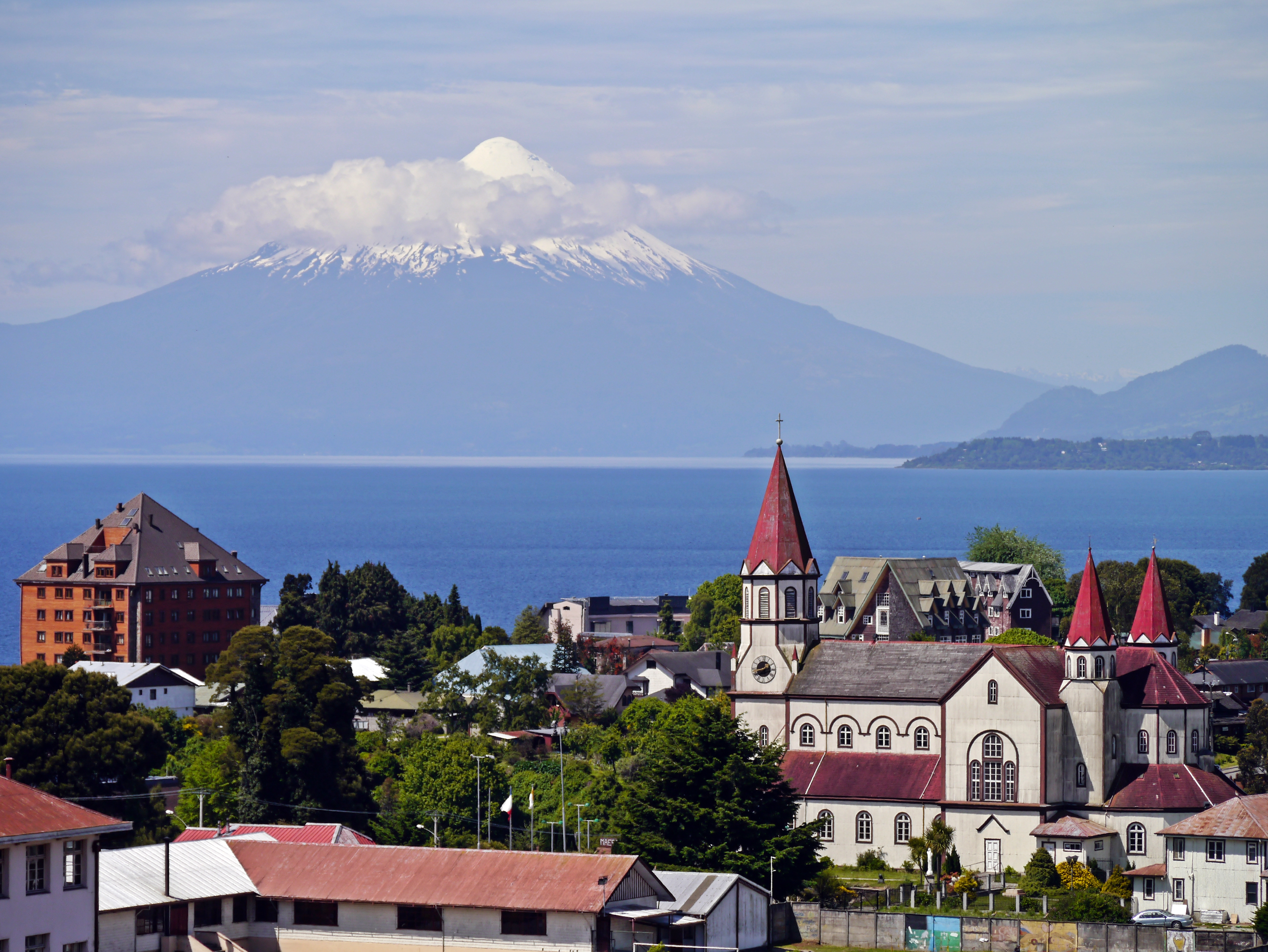
Ciudad de Puerto Varas.
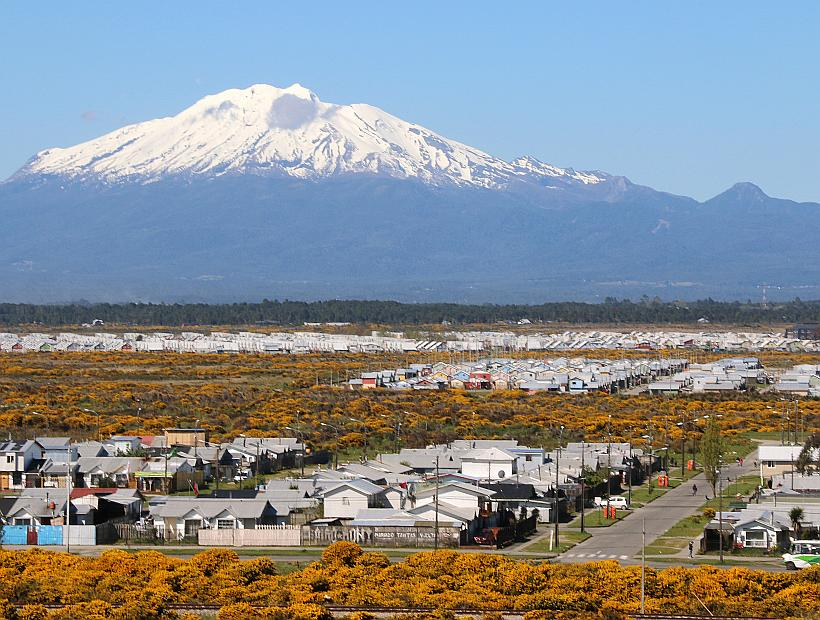
Panorámica del pueblo de Alerce.
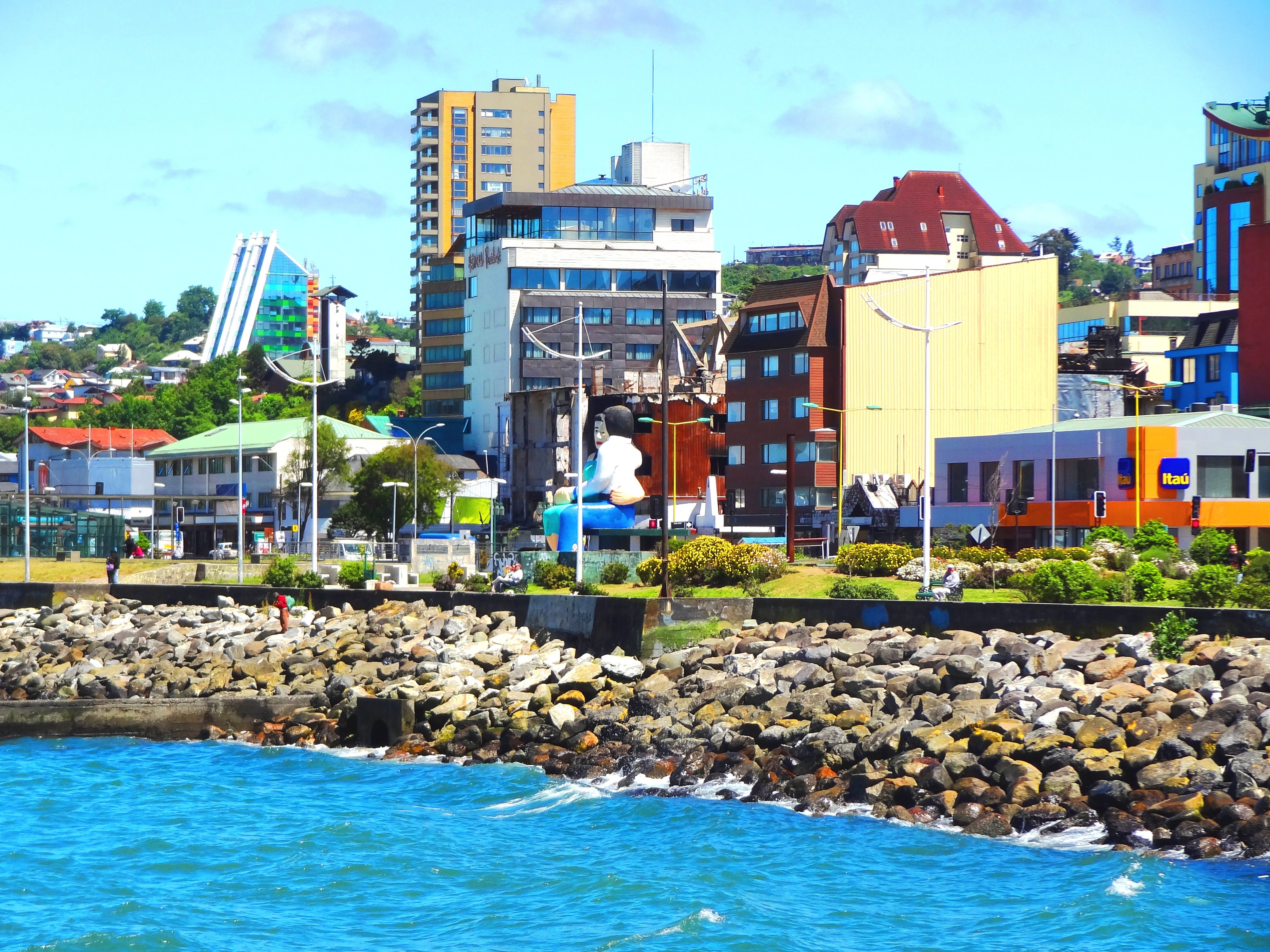
Costanera de Puerto Montt.
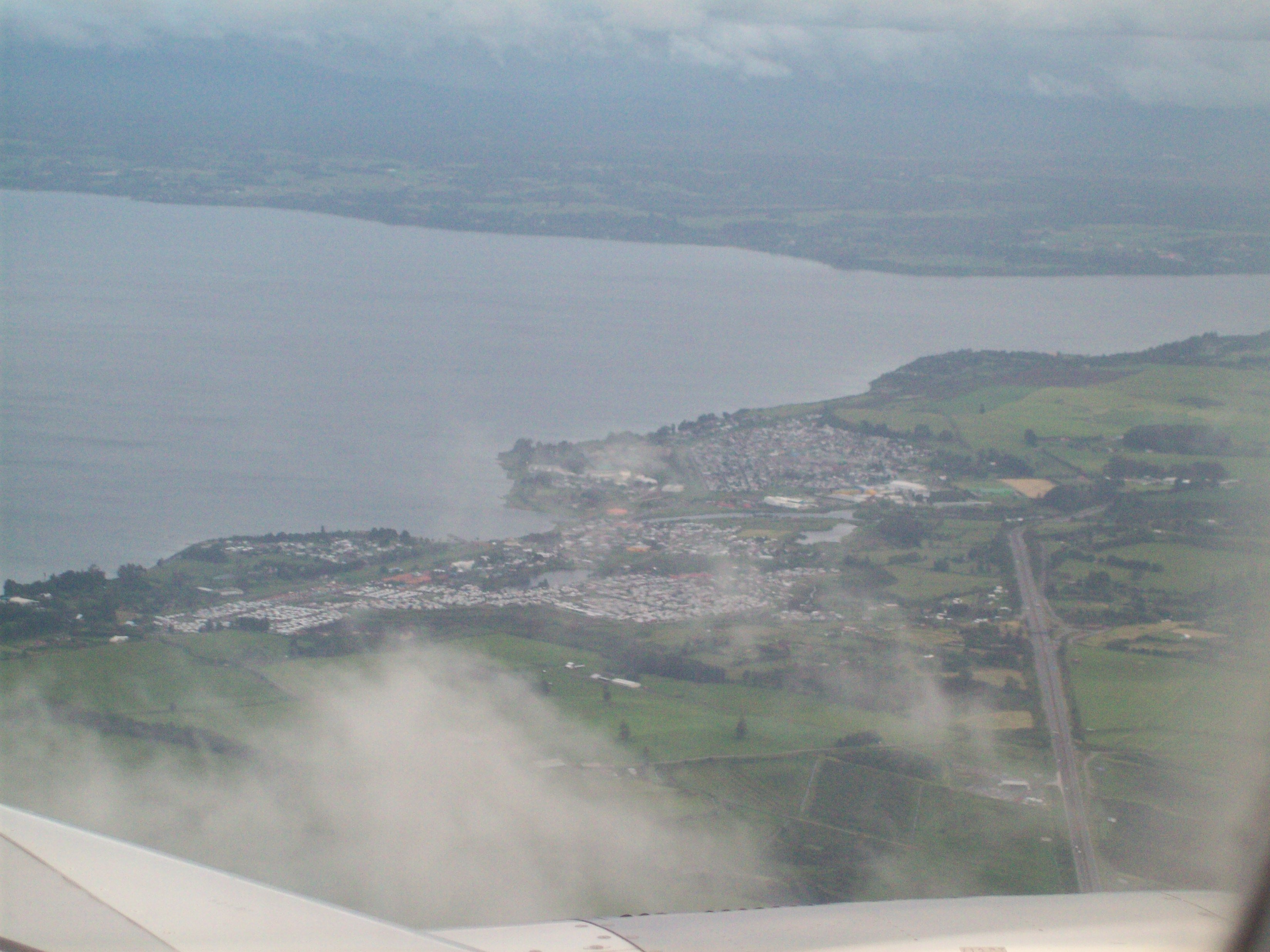
Vista aérea de Llanquihue.
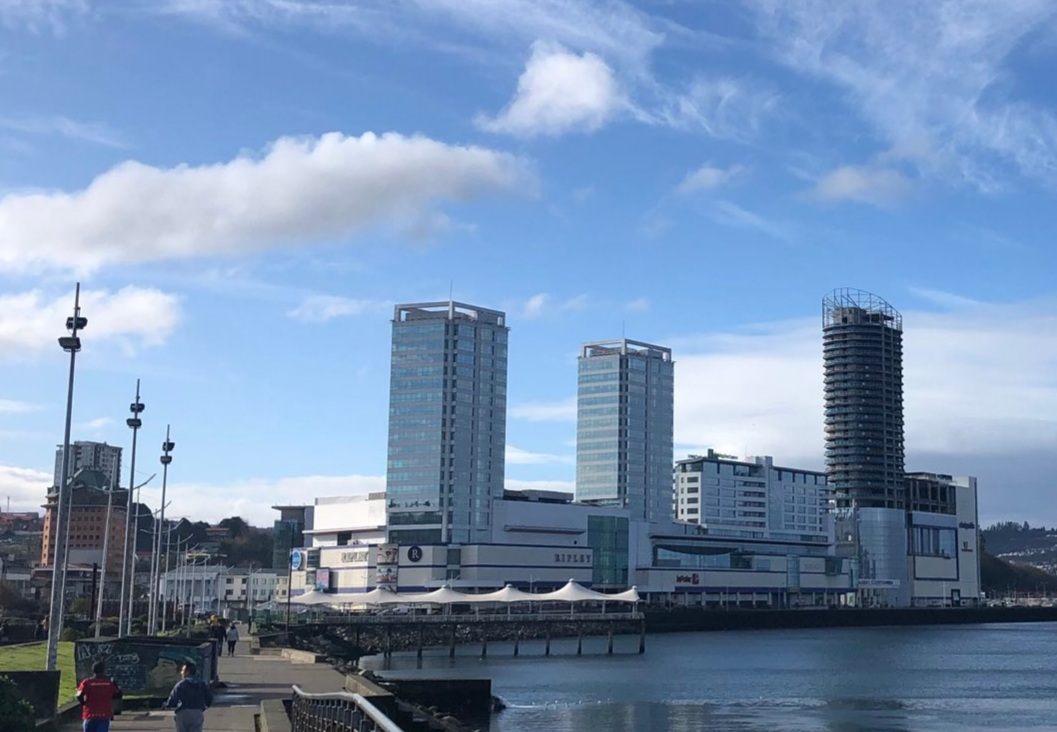
Vista del Mall Costanera en Puerto Montt.